# トラビス・デメリット
トラビス・ティモシー・デメリット（Travis Timothy Demeritte, 1994年9月30日 - ）は、 アメリカ合衆国ニューヨーク州ニューヨーク出身のプロ野球選手（外野手）。右投右打。現在は、フリーエージェント（FA）。

## 経歴

### プロ入りとレンジャーズ傘下時代
2013年のMLBドラフト1巡目追補（全体30位）でテキサス・レンジャーズから指名され、プロ入り。契約後は傘下のルーキー級アリゾナリーグ・レンジャーズでプロデビュー。39試合に出場して打率.285、4本塁打、20打点、5盗塁を記録した。
2014年はA級ヒッコリー・クロウダッズでプレーし、118試合に出場して打率.211、25本塁打、66打点、6盗塁を記録した。
2015年はA-級スポケーン・インディアンスとA級ヒッコリーでプレーし、2球団合計で53試合に出場して打率.232、5本塁打、19打点、10盗塁を記録した。オフにはオーストラリアン・ベースボールリーグ（ABL）のアデレード・バイトでプレーした。
2016年はA+級ハイデザート・マーベリックスでプレーした。7月にはオールスター・フューチャーズゲームのアメリカ合衆国選抜に選出された。

### ブレーブス傘下時代
2016年7月27日にルーカス・ハレル、ダリオ・アルバレスとのトレードで、アトランタ・ブレーブスへ移籍した。移籍後は傘下のA+級カロライナ・マドキャッツへ配属され、移籍前を含めた2球団合計で123試合に出場して打率.266、28本塁打、70打点、17盗塁を記録した。オフにはアリゾナ・フォールリーグに参加し、ソルトリバー・ラフターズに所属した。
2017年はAA級ミシシッピ・ブレーブスでプレーし、124試合に出場して打率.231、15本塁打、45打点、5盗塁を記録した。
2018年もAA級ミシシッピでプレーし、128試合に出場して打率.222、17本塁打、63打点、6盗塁を記録した。
2019年は開幕からAAA級グウィネット・ストライパーズでプレーし、96試合に出場して打率.286、20本塁打、73打点、4盗塁を記録した。

### タイガース時代
2019年7月31日にシェーン・グリーンとのトレードで、ジョーイ・ウェンツと共にデトロイト・タイガースへ移籍した。8月1日にメジャー契約を結んでアクティブ・ロースター入りし、翌2日のレンジャーズ戦にて「7番・右翼手」で先発出場してメジャーデビュー（2打数1安打2四球）。この年メジャーでは48試合に出場して打率.225、3本塁打、10打点、3盗塁を記録した。
2020年は18試合に出場して、打率.172、0本塁打、4打点という成績だった。
2021年2月5日にジョナサン・スコープとの再契約に伴い、DFAとなった。

### ブレーブス時代
2021年2月12日にウェイバー公示を経てアトランタ・ブレーブスへ移籍した。2月21日にマイナー契約となってAAA級グウィネットへ配属された。この年はグウィネットでは81試合に出場して打率.282、21本塁打、57打点を記録したが、怪我の影響もあってメジャーに昇格できずに終わった。
2022年は、4月26日にアクティブ・ロースター入りして2年ぶりにメジャーに昇格したが、26試合に出場して打率.213、3本塁打、6打点という成績に終わり、5月27日にマイナーへ降格した。以降はシーズン終了まで再昇格することはなく、8月16日にDFAとなった。8月19日にマイナー契約を結び直して残留したが、オフの10月17日にFAとなり退団した。

### 独立リーグ時代
2023年は所属球団がなかった。
2024年7月14日にアトランティックリーグのサザンメリーランド・ブルークラブスと契約を結んだ。ここでは22試合に出場して打率.221、2本塁打、5打点、2盗塁という成績に終わり、8月25日に自由契約となった。

## 詳細情報

### 年度別打撃成績
| 年 度    | 球 団    | 試 合 | 打 席 | 打 数 | 得 点 | 安 打 | 二 塁 打 | 三 塁 打 | 本 塁 打 | 塁 打 | 打 点 | 盗 塁 | 盗 塁 死 | 犠 打 | 犠 飛 | 四 球 | 敬 遠 | 死 球 | 三 振 | 併 殺 打 | 打 率 | 出 塁 率 | 長 打 率 | O P S |
| -------- | -------- | ----- | ----- | ----- | ----- | ----- | -------- | -------- | -------- | ----- | ----- | ----- | -------- | ----- | ----- | ----- | ----- | ----- | ----- | -------- | ----- | -------- | -------- | ----- |
| 2019     | DET      | 48    | 186   | 169   | 24    | 38    | 7        | 2        | 3        | 58    | 10    | 3     | 0        | 1     | 1     | 14    | 0     | 1     | 63    | 3        | .225  | .286     | .343     | .630  |
| 2020     | DET      | 18    | 33    | 29    | 5     | 5     | 1        | 0        | 0        | 6     | 4     | 0     | 0        | 0     | 0     | 3     | 0     | 1     | 14    | 0        | .172  | .273     | .207     | .480  |
| 2022     | ATL      | 26    | 96    | 89    | 9     | 19    | 2        | 0        | 3        | 30    | 6     | 0     | 0        | 0     | 1     | 6     | 0     | 0     | 32    | 2        | .213  | .260     | .337     | .597  |
| MLB：3年 | MLB：3年 | 92    | 315   | 287   | 38    | 62    | 10       | 2        | 6        | 94    | 20    | 3     | 0        | 1     | 2     | 23    | 0     | 2     | 109   | 5        | .216  | .277     | .328     | .605  |

- 2022年度シーズン終了時

### 年度別守備成績
| 年 度 | 球 団 | 投手（P） | 投手（P） | 投手（P） | 投手（P） | 投手（P） | 投手（P） | 左翼（LF） | 左翼（LF） | 左翼（LF） | 左翼（LF） | 左翼（LF） | 左翼（LF） | 右翼（RF） | 右翼（RF） | 右翼（RF） | 右翼（RF） | 右翼（RF） | 右翼（RF） |
| 年 度 | 球 団 | 試 合     | 刺 殺     | 補 殺     | 失 策     | 併 殺     | 守 備 率  | 試 合      | 刺 殺      | 補 殺      | 失 策      | 併 殺      | 守 備 率   | 試 合      | 刺 殺      | 補 殺      | 失 策      | 併 殺      | 守 備 率   |
| ----- | ----- | --------- | --------- | --------- | --------- | --------- | --------- | ---------- | ---------- | ---------- | ---------- | ---------- | ---------- | ---------- | ---------- | ---------- | ---------- | ---------- | ---------- |
| 2019  | DET   | -         | -         | -         | -         | -         | -         | -          | -          | -          | -          | -          | -          | 47         | 104        | 0          | 1          | 0          | .990       |
| 2020  | DET   | 1         | 0         | 0         | 0         | 0         | ----      | 2          | 6          | 0          | 0          | 0          | 1.000      | 12         | 18         | 0          | 1          | 0          | .947       |
| MLB   | MLB   | 1         | 0         | 0         | 0         | 0         | ----      | 2          | 6          | 0          | 0          | 0          | 1.000      | 59         | 122        | 0          | 2          | 0          | .984       |

- 2020年度シーズン終了時

### 記録
MiLB
- オールスター・フューチャーズゲーム選出：1回（2016年）

### 背番号
- 50（2019年 - 2020年）
- 48（2022年）